# 2005 en Lorraine
Chronologie de la Lorraine
- 2001
- 2002
- 2003
- 2004
- 2005
- 2006
- 2007
- 2008
- 2009

Cette page est une liste d'événements qui se sont produits durant l'année 2005 en Lorraine.

## Événements

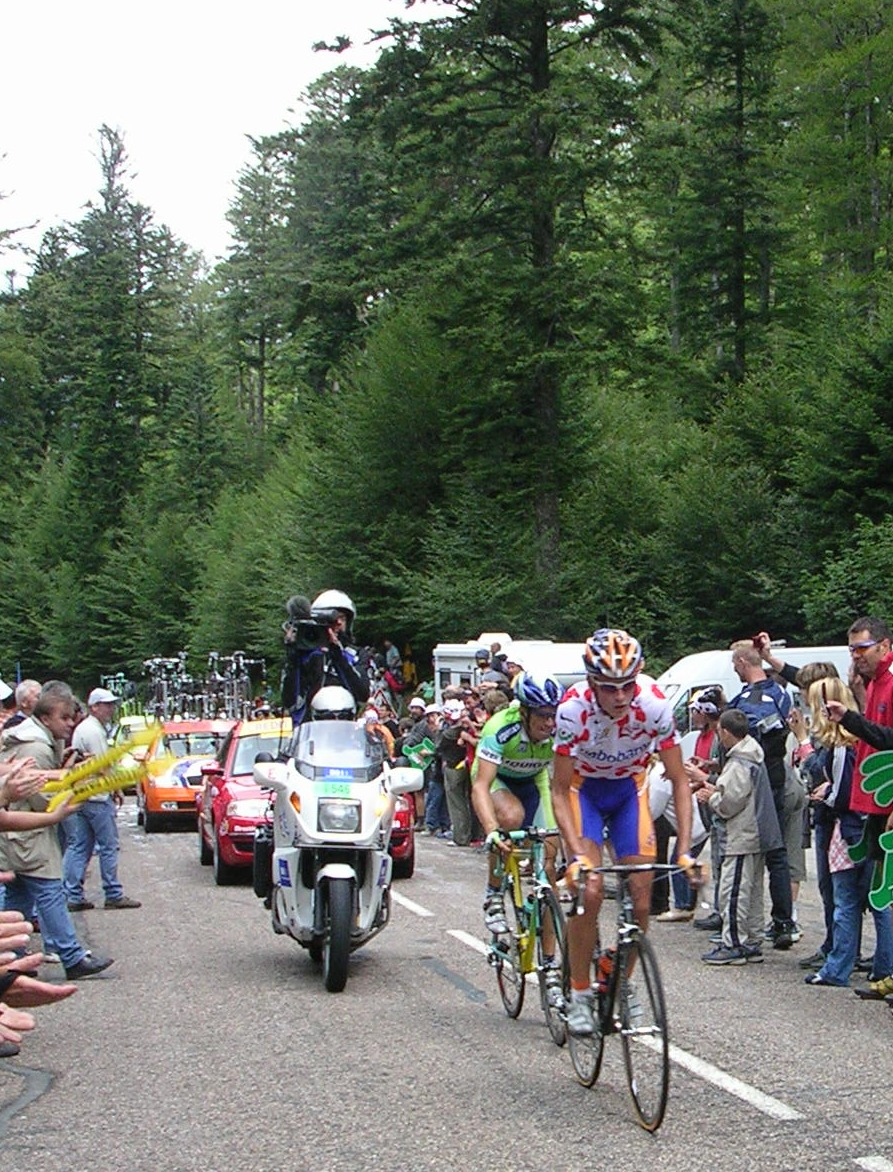
Michael Rasmussen en tête devant Dario Cioni lors de la 9e étape du Tour de France 2005.

- Création d'ArcelorMittal après l'OPA de Mittal Steel Company sur Arcelor[1].
- Construction à Gérardmer du  petit tremplin de la Mauselaine (K-15)[2].
- Handball Metz Métropole devient Handball Metz Moselle Lorraine et remporte le titre national de handball féminin ainsi que la Coupe de la Ligue française de handball féminin.
- Bernard Guerrier de Dumast  devient président de l'Académie de Stanislas.
- L'ASNL est champion de France de seconde division de Football.
- Affaire des surirradiés de l'hôpital d'Épinal : dès 2005, des troubles apparaissent chez des patients traités par rayons à l'hôpital Jean-Monnet d'Épinal (depuis renommé centre hospitalier Émile-Durkheim) pour des cancers de la prostate. Il apparaît que vingt-quatre patients ont subi entre mai 2004 et août 2005 une surirradiation supérieure à 20 %. Cinq d'entre eux sont morts. Les autres souffrent, pour la plupart, de rectites ou de cystites "invalidantes", avec des douleurs "rebelles aux traitements morphiniques".
- D'autres surexpositions moins fortes, de 8 à 10 %, ont été révélées, également pour des traitements de cancers de la prostate chez 411 patients entre 2001 et novembre 2006. Enfin, entre 1987 et 2000, une erreur de calcul systématique a provoqué la diffusion d’une surdose de rayons, entre 3,1 % et 7,1 %, chez près de 5 000 patients au total[3],[4],[5],[6],[7],[8],[9].
- Création de La Semaine, hebdomadaire, qui ne compte alors que l'édition messine.
- Ouverture de l’espace muséographique « Crecchio »  à Muzeray, surnommé le « village de la crèche »[10],[11].
- L'Université de Metz prend le nom de Paul Verlaine, poète né à Metz en 1844 où il vécut plusieurs années.
- Tournage à Ville-sur-Saulx du film Les Âmes grises de Yves Angelo[12]
- Ineos rachète l'usine BP de Sarralbe[1].

### Avril
- 2 avril : début de la reconstruction du Château de Lunéville après l'incendie qui l'avait partiellement détruit[13].
- 8 au 9 avril : 50ème Rallye de Lorraine remporté par Marc Barbé et Stéphane Renelleau sur une Toyota Corolla WRC[14].
- 24 avril : le cheminot Messin Eric Pieczak mène le TGV à un record de vitesse : 574,8 km/h[1].

### Mai
- 5 mai : inauguration de la place Stanislas rénovée, après 10 mois de travaux[15]. Début de la manifestation "Nancy 2005, le temps des lumières"[13].
- 10 mai : inauguration du TGV Est[1].
- 20 mai : sommet du triangle de Weimar à Nancy auquel participent Jacques Chirac, Gerhard Schröder et Aleksander Kwaśniewski[13].

### Juin
- 4 juin : troisième marche des fiertés LGBT (Gay Pride) à Nancy[16].

### Juillet
- 10 juillet : 9e étape du Tour de France 2005 entre la ville de Gérardmer dans les Vosges et Mulhouse en Alsace. Le col de Bussang n’a été qu’une seule fois sur le tracé du Tour de France, classé en 3e catégorie lors de la 9e étape du Tour 2005 reliant Gérardmer à Mulhouse. Michael Rasmussen passa en tête du col, le dernier avant celui du Ballon d’Alsace, comme dans tous ceux de cette neuvième étape. Il y devança Dario Cioni et Christophe Moreau, et conforta son maillot à pois du meilleur grimpeur[17].

### Août
- Août 2005 : Sarah Walter est élue reine de la mirabelle[18].

### Septembre
- Septembre : Laurent Hénart est réélu lors d'une élection législative partielle ; il intègre la commission des affaires sociales de l'Assemblée Nationale.
- 29, 30 septembre, 1 et 2 octobre : Festival international de géographie, à Saint-Dié-des-Vosges, sur le thème : Le monde en réseaux : lieux visibles, liens invisibles.

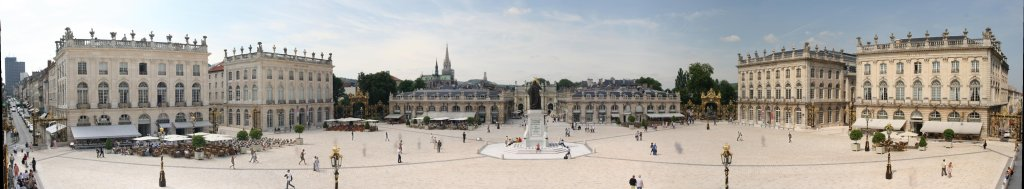
Panorama de la place Stanislas à Nancy, après la rénovation 2004-2005.

- 30 septembre : les trois universités nancéiennes, l'Institut national polytechnique de Lorraine, l'université Nancy-I et l'université Nancy-II, créent Nancy-Université[19],[13].

### Novembre
- Crise des banlieues, Metz et Nancy sont touchées comme partout en France[13].

### Décembre
- 6 décembre :  création de la marque « Paysan Bio Lorrain » par CGA[20].

## Inscriptions ou classements aux titre des monuments historiques
- En Meurthe-et-Moselle : Gendarmerie de Nancy[21], Hôtel Héré  à Nancy[22], Palais du gouvernement de Nancy[23]; Palais des ducs de Lorraine à Nancy[24]; Église des Cordeliers de Nancy[25]

- Dans les Vosges : Abbaye Saint-Pierre de Senones[26]

## Naissances
- 21 septembre à Sarreguemines : Erza Muqoli, chanteuse française, connue pour avoir participé (en 2014-2015) à la neuvième saison de La France a un incroyable talent et pour avoir fait partie (de 2015 à 2018) du groupe Kids United.

## Décès

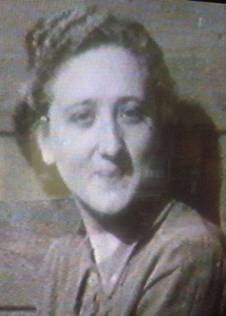
Margot Durrmeyer en 1945

- 24 février à Geville : Désir Bastareaud, dit Désiré Bastareaud, acteur français né le 1er juillet 1953 à Pointe-à-Pitre[27]. Il est surtout connu pour avoir interprété le personnage de Giant Coocoo dans la série Le Miel et les Abeilles.

- 15 juillet à Haudonville : Robert Gravier, né le 5 septembre 1905 dans la même commune, homme politique français.

- 16 juillet à Nancy : Jean-Claude Berthon, né à Avignon le 26 janvier 1942, journaliste et homme de presse français.
- 8 octobre à Algrange : Charles Zehren, né le 10 octobre 1910 à Hayange (district de Lorraine) , footballeur français. Son poste de prédilection était défenseur. Il ne compte qu'une sélection en équipe de France de football, France-Belgique à Colombes en 1936. Il fut aussi international B et Militaires.

- 2 décembre à Metz : Margot Durrmeyer, née le 10 janvier 1920 à Hagondange en Moselle, militante des Jeunesses communistes[28], résistante, un des principaux membres du « groupe Mario », déportée, membre militante de la Fédération nationale des déportés et internés résistants et patriotes[29].